# Câu lạc bộ bóng đá Quân khu 9
Câu lạc bộ bóng đá Quân khu 9 là câu lạc bộ bóng đá Việt Nam thuộc biên chế của Bộ Quốc phòng có trụ sở tại thành phố Cần Thơ.
Đội bóng được thành lập năm 2005 và đã biến mất khỏi bản đồ bóng đá năm 2006 chỉ một năm sau đó.

## Lịch sử thi đấu
Là một đội bóng thuộc biên chế của Bộ Quốc phòng, cùng với các anh em khác như Quân khu 2, Quân khu 3, Quân khu 4, Quân khu 5, Quân khu 7, Quân khu 9 cũng có một đội bóng cho riêng mình thi đấu tại hệ thống giải đấu quốc gia.
Tuy có thời gian thi đấu ngắn ngủi, chỉ vỏn vẹn 2 năm, nhưng Câu lạc bộ bóng đá Quân khu 9 cũng kịp giành được các danh hiệu

### Giải hạng ba quốc gia 2005
Tại mùa giải đầu tiên, Quân khu 9 nằm ở bảng C (Khu vực miền Nam) cùng các đội bóng Cà Mau, Long An B, Khách sạn Khải Hoàn và Bình Thuận B. Quân khu 9 đã xuất sắc giành được vị trí nhì bảng sau Cà Mau nhưng không được thăng hạng (giải đấu năm đấy chọn đội thứ 2 có thành tích xuất sắc nhất cho một suất thăng hạng lên Giải hạng nhì 2006, và đội bóng giành được suất đó là người anh em Quân khu 2).

### Giải hạng ba quốc gia 2006
Không hề bỏ cuộc, Quân khu 9 tiếp tục tham dự giải bóng đá hạng ba quốc gia 2006 tại bảng D (khu vực miền Tây) cùng với các đội bóng Long An B, Cần Thơ B và Cà Mau B. Đội bóng xuất sắc giành được vị trí đầu bảng và giành quyền tham dự vòng chung kết thăng hạng.
Tại vòng chung kết thăng hạng, đội bóng gặp Maseco Arirang (nhất bảng C - Khu vực miền Nam) tại sân Tiền Giang, thành phố Mỹ Tho, Tiền Giang. Tại đây, Quân khu 9 đã xuất sắc cầm hòa đối thủ 0-0 và giành chiến thắng 5-4 qua loạt sút luân lưu và giành được chức vô địch giải đấu cùng Hà Nội T&T (đồng vô địch). Do đó giành được suất thăng hạng tham gia giải bóng đá hạng nhì quốc gia 2007.

### Các bộ phận thể thao khác và rút lui bộ phận bóng đá
Mặc dù giành được nhiều thành công ở giải đấu thấp nhất của hệ thống giải bóng đá quốc gia, và có được cơ hội thăng hạng lên giải đấu bán chuyên (Giải hạng nhì) nhưng bóng đá Quân khu 9 sau đó đã biến mất hoàn toàn khỏi bản đồ bóng đá Việt Nam. 
Hiện Quân khu 9 vẫn còn duy trì đội bóng chuyền và bơi lội. Đội bơi lội Quân khu 9 đáng chú ý với kình ngư quốc tế Ánh Viên. Sau này câu lạc bộ bơi lội Quân khu 9 đổi tên thành Câu lạc bộ bơi lội Ánh Viên.

## Sân vận động
Quân khu 9 thi đấu tại Sân vận động Quân khu 9, thành phố Cần Thơ - sân vận động thuộc biên chế của quân khu.

## Cựu cầu thủ đáng chú ý
Trần Duy Quang - từng thi đấu cho đội tuyển quốc gia. Từng thi đấu cho các đội bóng khác như Hoàng Anh Gia Lai, Bến Tre...

## Danh hiệu
Giải hạng ba quốc gia
- Vô địch: 2006 (đồng vô địch với Hà Nội T&T)
- Á quân: 2005 (không được thăng hạng)